# Accident ferroviaire de Saint-Georges-sur-Meuse
L'accident ferroviaire de Saint-Georges-sur-Meuse s'est déroulé sur la ligne 125 d'Infrabel qui relie Liège et Namur, dans la nuit du 5 juin 2016 vers 23 h, lorsqu'une automotrice de train de voyageurs de type AM96 de la société nationale des chemins de fer belges a percuté un train de fret à hauteur de Saint-Georges-sur-Meuse, dans la province de Liège, en Belgique.
La cause est la négligence du conducteur qui n'a pas respecté un feu rouge lui intimant de s'arrêter.
Le bilan humain est de 3 morts et 10 blessés.

## Description des trains
Le train de voyageurs est un InterCity AM96 SNCB de la société nationale des chemins de fer belges qui circulait sur la ligne 125 d'Infrabel, en provenance de Liège et à destination de Namur.

## Déroulement
Peu avant 23 h, le train InterCity D quitte la gare d'Engis en direction de la gare de Haute-Flône. Arrivé à hauteur de Saint-Georges-sur-Meuse il a passe un feu de deux lumières orange, intimant au conducteur de réduire sa vitesse jusqu'à l'arrêt, mais celui-ci ne réagit pas. Le train passe ensuite un signal rouge qui lui impose normalement de s'arrêter, mais il le franchit. Apercevant alors le train de marchandises, le conducteur actionne le freinage d'urgence, mais il est trop tard. La collision a lieu vers 23 h 0 à une vitesse de 88 km/h. L'accident fait 3 morts et 10 blessés.

## Enquête

### Conducteur
À la suite d'une enquête, il sera démontré que le conducteur est responsable de l'accident mais n'était pas sous l'emprise de drogue ou d'alcool.

### Signaux
L'arrêt du train de marchandises avait été provoqué par un impact de foudre : par mesure de sécurité, les signaux de la section concernée étaient passés au rouge. Les signaux couvrant la zone occupée par le train de marchandises ont fonctionné convenablement.

### Système TBL 1
Les résultats de l'enquête démontreront que la zone n'était pas équipée de système de sécurité TBL 1 alors que cela avait été prescrit pour l'ensemble du réseau d'Infrabel à la suite de l'accident ferroviaire de Buizingen, survenu en 2010 sur la ligne 96. Le rôle principal du TBL 1 est d'éviter le passage d'une signalisation imposant l'arrêt immédiat. Le système stoppe immédiatement le train par un frein d'urgence et renforce la sécurité sur le réseau ferré belge.

## Victimes

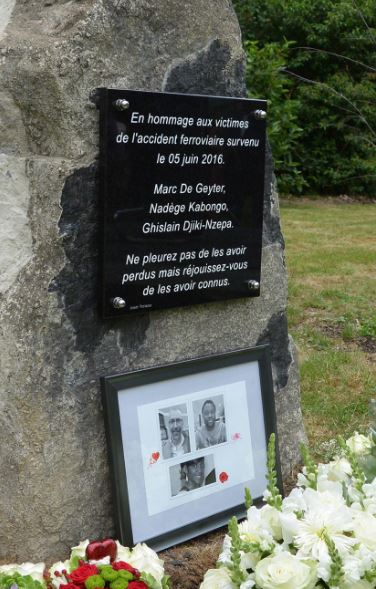
La plaque commémorative en mémoire des victimes de l'accident, édifiée à Saint-Georges-sur-Meuse.

Le 4 juin 2017, une cérémonie d'hommage aux victimes est organisée dans la commune de Saint-Georges-sur-Meuse avec la création d'un mémorial pour les 3 victimes de l'accident.

## Premier accident (3 juillet 2008)
La section de ligne entre les gares de Bas-Oha et Hermalle-sous-Huy avait déjà été le théâtre d'une collision frontale entre un train de marchandises et un train de voyageurs en 2008. À 6 h 48, un train InterCity de Namur à Liers circulant à pleine vitesse fait face à un signal rouge. Ne parvenant pas à freiner à temps, il talonne les aiguillages menant à la voie adjacente où un train de marchandises attend d'accéder au raccordement de l'usine de chaux. Deux personnes sont grièvement blessées et plusieurs légèrement.
Malgré les similitudes entre les deux accidents, celui-ci trouve sa cause dans un défaut de fonctionnement du signal qui aurait dû afficher deux lumières orange pour avertir le conducteur que le signal suivant serait rouge. Néanmoins, les conclusions du rapport de ce premier accident mentionnent déjà l'absence de système TBL1 à cet endroit.